# Логан (Канзас)
Логан (англ. Logan) — місто (англ. city) в США, в окрузі Філліпс штату Канзас. Населення — 460 осіб (2020).

## Географія
Логан розташований за координатами 39°39′42″ пн. ш. 99°34′2″ зх. д. / 39.66167° пн. ш. 99.56722° зх. д. (39.661596, -99.567189).  За даними Бюро перепису населення США в 2010 році місто мало площу 3,90 км², уся площа — суходіл.

## Демографія
Згідно з переписом 2010 року, у місті мешкало 589 осіб у 261 домогосподарстві у складі 169 родин. Густота населення становила 151 особа/км².  Було 311 помешкання (80/км²).
Расовий склад населення:
| - 99,3 % — білих |

До двох чи більше рас належало 0,2 %. Частка іспаномовних становила 1,5 % від усіх жителів.
За віковим діапазоном населення розподілялося таким чином: 27,0 % — особи молодші 18 років, 49,7 % — особи у віці 18—64 років, 23,3 % — особи у віці 65 років та старші. Медіана віку мешканця становила 45,2 року. На 100 осіб жіночої статі у місті припадало 84,1 чоловіків;  на 100 жінок у віці від 18 років та старших — 91,1 чоловіків також старших 18 років.
Середній дохід на одне домашнє господарство  становив 50 173 долари США (медіана — 39 063), а середній дохід на одну сім'ю — 64 201 долар (медіана — 54 500). Медіана доходів становила 40 313 долари для чоловіків та 29 844 долари для жінок. За межею бідності перебувало 20,5 % осіб, у тому числі 39,4 % дітей у віці до 18 років та 8,3 % осіб у віці 65 років та старших.
Цивільне працевлаштоване населення становило 236 осіб. Основні галузі зайнятості: освіта, охорона здоров'я та соціальна допомога — 33,1 %, виробництво — 9,3 %, роздрібна торгівля — 8,5 %.